# Поплітник антіоквіанський
Поплі́тник антіоквіанський (Thryophilus sernai) — вид горобцеподібних птахів родини воловоочкових (Troglodytidae). Ендемік Колумбії. Вид названий на честь колумбійського орнітолога Марко Антоніо Серни Діаза (1936–1991).

## Опис
Довжина птаха становить 14 см, вага 21,5-23 г. Верхня частина голови тьмяно-коричнева, внрхня частина тіла охриста, плечі більш темні. Спина і надхвістя більш коричневі, хвіст коричневий з охристо-коричневими краями, поцяткований вузькими чорнувато-коричневими смугами. Верхгні покривні пера крил коричневі, легко поцятковані темними смугами. Крила коричневі з рудувато-коричневими або охристими краями, поцятковані чорнувато-коричневими смугами. Над очима білі "брови", від дзьоба до очей ідуть світлі смуги, через очі ідуть коричневі смуги, під очима невеликі світлі смуги у формі півмісяця. Скроні і обличчя білуваті, поцятковані з боків темно-сірими смугами. Нижня частина тіла біла з легким рудуватим відтінком. Груди з боків і боки світло-коричневі,нижні покривні пера хвості білі, поцятковані широкими чорнувато-коричневими смугами. Очі карі, навколо очей світлі кільця. Дзьоб зверху чорний, знизу білуватий, на кінці сіруватий. Лапи сірі. Самиці є дещо меншими за самців.

## Поширення і екологія
Антіоквіанські поплітники мешкають на північному заході Колумбії, в долині річки Каука в департаменті Антіокія. Вони живуть в сухих навплистопадних лісах з густим підліском. Зустрічаються парами. Живляться комахами та іншими дрібними безхребетними, яких шукають серед пожухлого листя і ліан.

## Збереження
МСОП класифікує цей вид як такий, що перебуває під загрозою зникнення. Антіоквіанським поплітникам загрожує знищення природного середовища, викликане будівництвом ГЕС Ітуанго.